# Karl Groddeck
Karl August Groddeck (* 13. April 1794 in Danzig; † 17. Januar 1877 in Berlin) war Rechtsanwalt und Notar. Er amtierte als Oberbürgermeister der Stadt Danzig von 1851 bis 1862.

## Leben
Groddeck entstammte einer alten Danziger Ratsfamilie. Seine Eltern waren der Anwalt und Justizkommissar Jacob Balthasar Groddeck (1760–1822) und dessen Ehefrau Johanna Charlotte geb. Renner (1771–1848).
Er studierte an der Georg-August-Universität Göttingen Rechtswissenschaft. 1816 wurde er mit seinem Vetter, dem später zeitgleichen Danziger Bürgermeister Samuel Friedrich Schumann, Mitglied des Corps Vandalia Göttingen. Im Jahr 1821 wurde er als Notar in Danzig zugelassen. Von 1825 bis 1851 war er Mitglied im Rat der Stadt. Im Revolutionsjahr 1848 wurde er zudem zum Abgeordneten der Preußischen Nationalversammlung gewählt. 1850 gehörte er dem Volkshaus des Erfurter Unionsparlaments an. Von 1849 bis zu seiner Mandatsniederlegung am 12. Februar 1851 saß er für den Wahlkreis Danzig 2 im Preußischen Abgeordnetenhaus. Er gehörte der Fraktion der Rechten an.
In seiner Funktion als Danziger Oberbürgermeister war Groddeck auch von 1854 bis 1863 Mitglied des Preußischen Herrenhauses. In seine Amtszeit fiel die Industrialisierung der Stadt. Im Jahr 1852 kam die Bahn nach Danzig und im Dezember 1853 begann der Ausbau der Straßenbeleuchtung mittels Gaslaternen. Administrativ wichtig war die Einführung von Straßennamen und Hausnummern, hinzu kamen die Berufsfeuerwehr und das Telegraphenamt. In der Königlichen Werft Danzig begann man mit dem Aufbau der preußischen Marine. Zuletzt war er in Danzig Admiralitätsdirektor.

## Familie
Groddeck war in erster Ehe mit Henriette Hecker (* 1802) verheiratet. 1863 heiratete er Elisabeth Peters (* 1834) und zog nach Berlin.
Sein Sohn Karl Theodor Groddeck (1826–1885) wurde bekannt, als er beim Beginn der Reaktionsära in Preußen am 21. Dezember 1849 an der Berliner Universität eine Dissertation verteidigte, die unter dem Titel De morbo democratico, nova insaniae forma das Streben nach Demokratie in der Märzrevolution als neuartige Krankheit darstellte. Nachdem die Disputation zunächst ausgesetzt und am 12. März 1850 fortgesetzt worden war, erwiderte Groddecks Lehrer Johann Ludwig Casper seine Thesen mit „non responsam“ und verlieh dem Kandidaten die Doktorwürde.
Später erwarb sich Karl Theodor Groddeck als Arzt Verdienste bei der Bekämpfung der Cholera in Marienburg (Westpreußen) und dann beim Ausbau von Kösen als Heilbad. Er war mit Caroline, geb. Koberstein (1825–1892), einer Tochter des Germanisten August Koberstein, verheiratet. Der gemeinsame Sohn Georg Groddeck gründete und leitete das Sanatorium Marienhöhe in Baden-Baden.